# Járványügyi szabályszegés
A járványügyi szabályszegés a közegészségügyi bűncselekmények egyike.

## Hatályos szabályozása
A hatályos Btk. (2012. évi C. törvény) 361. §-a szerint:
Aki
a) a zárlati kötelezettség alá tartozó fertőző betegség behurcolásának vagy terjedésének megakadályozása végett elrendelt járványügyi elkülönítés, megfigyelés, zárlat vagy ellenőrzés szabályait megszegi,
b) járvány idején az elrendelt járványügyi elkülönítés, megfigyelés, zárlat vagy ellenőrzés szabályait megszegi,
c) a fertőző állatbetegségek vagy növényi zárlati károsítók be- és kihurcolásának, valamint terjedésének megakadályozása vagy előfordulásának felszámolása végett elrendelt növény-egészségügyi vagy állatjárványügyi intézkedés szabályait megszegi, vétség miatt elzárással büntetendő.

## Története
A hatályon kívül helyezett 1978. évi IV. törvény is büntetni rendelte.